# Louis Marillac
Louis Marillac, francoski maršal in politik, * 1573, † 1632.